# Jean Offenberg
Jean Henri Marie Offenberg (Laeken, 3 luglio 1916 – Blankney, 22 gennaio 1942) è stato un militare e aviatore belga, asso dell'aviazione durante la seconda guerra mondiale con cinque vittorie accertate, cinque probabili, due in compartecipazione, e il danneggiamento di cinque aerei.

## Biografia
Nacque a Laeken, un sobborgo di Bruxelles, il 3 luglio 1916. Suo padre era di Rotterdam, in Olanda, e sua madre era belga, ed egli inon ottenne la nazionalità belga fino al 1935.  Nel 1936 si arruolò nell'Aéronautique Militaire Belge e si sottopose all'addestramento per diventare pilota da Caccia. Una volta ottenuto il brevetto, nel marzo 1938, fu assegnato alla 4e Escadrille del 2e Groupe del 2° Régiment d'Aéronautique (2º Reggimento), all'epoca di stanza a Nivelles ed equipaggiato con i biplano Fairey Firefly IIM. All'inizio del 1940 la escadrille fu equipaggiata con il più moderno caccia biplano dell'epoca, il Fiat C.R.42 Falco.
Il 10 maggio 1940, le forze armate tedesche iniziarono ad invadere Francia, Paesi Bassi e Belgio. Egli fu immediatamente coinvolto nei combattimenti aerei, abbattendo un bombardiere medio Dornier Do 17 e danneggiandone un altro lo stesso giorno vicino a Sint-Truiden. Dopo la resa del Belgio, insieme agli altri piloti sopravvissuti della sua escadrille, essi volarono con i loro CR.42 in Francia, offrendo i loro servizi a quel paese. I C.R.42 fornirono difesa aerea all'aeroporto di Chartres . Il 20 giugno, lui e un altro pilota, Alexis Jollard, presero due aerei Caudron Simoun e li portarono prima a Montpellier, poi in Corsica, e da raggiunsero Philippeville in Algeria. La loro destinazione era la scuola di addestramento al volo della AéMI a Oujda, ma quando arrivarono trovarono il morale basso. Cercando di entrare in contatto con gli inglesi, la coppia viaggiò fino a Casablanca dove si unirono ad altri piloti belgi e francesi, insieme a un gruppo di aviatori polacchi che avevano ottenuto il passaggio per Gibilterra sulla nave cargo Djebel Druse. Una volta lì, trovarono un posto sulla nave Har Sion per la Gran Bretagna, dove arrivarono a Liverpool il 16 luglio.
Arruolatosi immediatamente nella Royal Air Force (RAF), ottenne il grado di ufficiale pilota. Soprannominato subito Pyker, passò alla No. 6 Operational Training Unit a Sutton Bridge il 30 luglio e tre settimane dopo fu assegnato al No. 145 Squadron. Quando arrivò, lo squadrone, che impiegava il caccia Hawker Hurricane, era di base a Westhampnett e fu impegnato pesantemente nella battaglia d'Inghilterra, ma nel giro di pochi giorni fu spostato a nord per un periodo di riposo, di base a Drem con un distaccamento presso la stazione RAF di Montrose. L'8 settembre, volando a est di Montrose, lui e un altro pilota attaccarono e danneggiarono un Do 17.
In ottobre, il No. 145 Squadron si riunì al No. 11 Group, di base a Tangmere. Il ritmo dei combattimenti aerei nel sud dell'Inghilterra era rallentato in quel periodo, ma il 27 ottobre, egli ingaggiò combattimento un caccia Messerschmitt Bf 109 e probabilmente lo distrusse a sud di Bembridge. Il 1° novembre, abbatté un Bf 109 a nord di Selsey. Con un pilota del No. 56 Squadron, distrusse un altro Bf 109 a 5 miglia (8,0 km) a sud dell'Isola di Wight il 6 novembre. Tre giorni dopo, lui e un secondo pilota danneggiarono un bombardiere medio Junkers Ju 88 al largo dell'isola di Wight. Sebbene lo Ju 88 fosse tornato al suo aeroporto, si schiantò durante la fase di atterraggio. Il peggioramento delle condizioni meteorologiche con l'arrivo dell'inverno pose fine alle operazioni di caccia della RAF per diverse settimane, ma nonostante ciò gli fu attribuita la metà della quota di un bombardiere medio Heinkel He 111 che fu distrutto al largo di Selsey Bill l'11 dicembre.
Nel gennaio 1941 il suo squadron si riequipaggiò con i caccia Supermarine Spitfire Mk II e iniziò a essere coinvolto nelle operazioni offensive del Fighter Command verso l'Europa continentale. Volò nella sua prima di queste missioni, nota come "Circus", il 5 marzo come parte del Tangmere Wing, fornendo copertura ai bombardieri leggeri Bristol Blenheim che attaccavano Boulogne. Il 5 maggio, volando a nord di Pointe de Barfleur, distrusse un idrovolante da ricognizione Heinkel He 60 e ne danneggiò un altro. Quindi abbatté un Bf 109 nel canale della Manica, la sua ultima rivendicazione aerea con il No. 145 Squadron. Fu insignito della Distinguished Flying Cross il mese successivo; primo pilota belga in servizio nella RAF a ricevere questa onorificenza.
Il 17 giugno fu trasferito al No. 609 Squadron di base a Biggin Hill che, equipaggiata con il caccia Spitfire Mk Vb, era pesantemente impegnata nell'offensiva in corso "Circus". Il personale di volo dello squadron era composto da personale belga, e pochi giorni dopo il suo arrivo egli ne divenne il comandante. La sua prima richiesta di vittoria con il suo nuovo reparto avvenne il 22 giugno e fu per un Bf 109, rimasto danneggiato, incontrato a est di Gravelines, durante un'operazione "Circus" in cui il No. 609 Squadron fornì copertura ai Blenheim che bombardavano gli scali ferroviari di Hazebrouck.
In un'altra operazione "Circus" il 7 luglio, distrusse un Bf 109 senza sparare con le sue armi. Il suo reparto fu impegnato da un certo numero di caccia Bf 109 ed egli ne inseguì uno in una picchiata quasi verticale; mentre si allontanava, il caccia tedesco continuò a volare e si schiantò in mare al largo di Le Touquet. Offenberg fu responsabile della probabile distruzione di quattro Bf 109, il 19 luglio, il 6 agosto, il 27 agosto e il 29 agosto. Poco dopo la prima di questa serie di rivendicazioni, il 21 luglio 1942 gli fu assegnata la Croix de guerre belga. Danneggiò un Bf 109 a nord di Saint-Omer il 27 settembre e un secondo il 13 ottobre, circa 10 miglia (16 km) a nord di Le Touquet.
A novembre, il No. 609 Squadron si trasferì a Digby nelle Midlands e iniziò un intenso periodo di addestramento. Il 22 gennaio 1942, ora con il grado di tenente di volo, stava conducendo una sessione di addestramento al volo a circa 1.000 piedi (300 m) con un pilota che si era appena unito allo squadron. Un pilota del No. 92 Squadron, il sergente Godfrey De Renzi (1923-1942), cercando di simulare un combattimento aereo, si tuffò sul suo Spitfire ma valutò male la distanza. Si schiantò contro la fusoliera posteriore dell'aereo, facendolo perdere il controllo al pilota ed entrambi i velivoli si schiantarono al suolo. Offenberg morì nello schianto, avvenuto vicino a Blankney, Lincolnshire, così come l'altro pilota. Egli fu sepolto con tutti gli onori militari nel cimitero di una chiesa nella vicina Scopwick il 26 gennaio.. Dopo la fine della seconda guerra mondiale i suoi resti furono trasferiti al Belgian Airmen's Field of Honour presso il cimitero cittadino di Bruxelles.
A Offenberg viene attribuita la distruzione di cinque aerei tedeschi e la partecipazione alla distruzione di altri due. Gli vengono anche attribuiti cinque aerei tedeschi probabilmente distrutti, cinque danneggiati e la partecipazione ad altri due danneggiamenti. I suoi diari hanno costituito la base del libro Lonely Warrior, preparato da Victor Houart e pubblicato nel 1956 da Souvenir Press.

### Annotazioni
1. ↑  Figlio di Leonard e Ann De Renzi, nato a Saint John Wood, aveva 18 anni e apparteneva alla Royal Air Force Volunteer Reserve (RAFVR). Il suo corpo fu tumulato nel cimitero di Hampstead,sezione M.6, tomba 95.

### Fonti
1. 1 2 3 4 5 6 7 8 9 10 11 12 13 14 15 16 17 18  Airmen.
2. ↑  Surfcity.
3. 1 2 3 4 5 6 7 8 9 10 11  Shores, Williams 1994, p. 468.
4. 1 2 3 4  Wynn 1989, p. 389.
5. ↑  Rawlings 1976, pp. 283-284.
6. ↑  Franks 2016, p. 1.
7. ↑  Shores, Williams 1994, p. 41.
8. ↑  Franks 2016, pp. 32-33.
9. 1 2  Rawlings 1976, pp. 492-493.
10. ↑  Shores, Williams 1994, p. 75.
11. ↑  Franks 2016, pp. 57-58.
12. ↑  Franks 2016, pp. 92-93.